# Zwartpuntkniptor
De zwartpuntkniptor (Ampedus praeustus) is een keversoort uit de familie kniptorren (Elateridae). De wetenschappelijke naam van de soort is voor het eerst geldig gepubliceerd in 1792 door Fabricius.